# Pampeliškové víno
Pampeliškové víno (1957, Dandelion Wine) je autobiografický román amerického spisovatele Raye Bradburyho. Jde o sérii volně propojených příběhů, z nichž některé byly poprvé zveřejněny samostatně v letech 1946–1957 jako povídky, například Noc (The Night) z roku 1946, která prvně knižně vyšla v povídkové sbírce Temný karneval (1947, The Dark Carnival). Název románu je odvozen od povídky Dandelion Wine z roku 1953, která je v románu rovněž obsažena.

## Obsah románu
Román obsahuje magické vzpomínky malého chlapce na konec dětství uprostřed amerického Středozápadu. Odehrává se během tří letních měsíců roku 1928 ve fiktivním městečku Green Town ve státě Illinois, které je prototypem Bradburyho rodného města Waukegan. Hlavní postavou románu je dvanáctiletý chlapec Douglas Spaulding, který se svým desetiletým bratrem Tomem prožívá různé příhody uprostřed několikagenerační rodiny, přátel i typických figurek maloměsta. Pampeliškové víno, které každé léto vyrábí Douglasův dědeček, slouží v románu jako metafora všech radostí léta. Je to hustá zlatá tekutina, plná letní síly a vzpomínek na krásu. V příbězích románu se řeší závažné i malicherné problémy dospívání a vyrovnávání se s realitou života a smrti. Ve vyprávění se mísí realita se snem (dědeček se snaží vyrobit stroj na štěstí), popisy událostí jsou plné poezie, metafor, fantazie a také nostalgie, vyvolané nenávratně ztraceným světem dětství.

## Pokračování
Roku 2006 vydal Bradbury román Farewell Summer (Sbohem léto). Jde o přímé pokračování románu Pampeliškové víno. Tyto dvě knihy společně s knihou Something Wicked This Way Comes (1962, Tudy přijde něco zlého) tvoří trojici románů inspirovaných Bradburyho dětstvím v jeho rodném městě Waukegan v Illinois. Román Sbohem léto se odehrává opět v městečku Green Town dva roky po událostech popsaných v Pampeliškovém vínu v období říjnového babího léta a jeho obsahem je sexuální probuzení čtrnáctiletého Douglase Spauldinga a vztah mladých a starých lidí.

## Filmové adaptace
- Вино из одуванчиков (1997, Pampeliškové víno), ruský film, režie Igor Apasjan.

## Česká vydání
- Pampeliškové víno, Arcadia, Praha 1995, přeložil Tomáš Hrách.